# Social justice warrior
Social Justice Warrior ou SJW (em português: justiceiro social) é um termo pejorativo utilizado para se referir a pessoas, instituições ou mesmo ações que têm como base visões socialmente progressistas, como a defesa dos direitos humanos, feminismo, secularismo, movimento LGBT (diversidade sexual), movimento negro, entre outros.

## Popularização
Popularizado durante a controvérsia de Gamergate, o termo atualmente é voltado principalmente a quaisquer ativistas relacionados à justiça social, causa esta que dá origem ao termo. O uso deste é visto por críticos como uma provocação por parte de setores conservadores da sociedade, sendo comumente utilizado para invalidar e desmerecer qualquer questionamento ao status quo em termos de gênero e raça.

## Cultura Popular
Em maio de 2014, o conceito foi incorporado em um jogo intitulado Social Justice Warriors. Desenvolvido pela Creative Nonadecimal, o jogo envolve debater online contra trolls da Internet que fazem comentários racistas e provocativos. 
A atriz Caitlin Barlow descreveu seu personagem na série de televisão Teachers, como uma guerreira da justiça social. No remake Netflix de One Day at a Time, a atriz Isabella Gomez retratou Elena, uma personagem que se autoidentifica como guerreira da justiça social como forma de ressignificar a conotação negativa que o termo possui.